# BBC Prime

Das Logo des Senders

BBC Prime war ein englischsprachiger Fernsehsender der BBC.
Sendestart war am 26. Oktober 1995 zusammen mit dem englischen Nachrichtenkanal BBC World. Im Rahmen einer Vereinbarung liefen Programme von BBC Prime auf DF1.
Am 11. November 2009 hat BBC Prime seinen Sendebetrieb eingestellt und wird seitdem durch den neuen Kanal BBC Entertainment ersetzt.